# Draaggolf
Een draaggolf is een hoogfrequent signaal, dat gebruikt wordt door een zender om informatie (meestal in de vorm van een relatief laagfrequent signaal) over te brengen naar een ontvanger.
Hiertoe wordt de draaggolf gemoduleerd. Afhankelijk van de aard van de modulatie wordt de frequentie (FM), de fase (PM) of de amplitude (sterkte) (AM) van de draaggolf gevarieerd. De resulterende bandbreedte is in principe het dubbele van die van het laagfrequente signaal (als de frequenties daarvan beginnen bij 0 Hz), maar er zijn technieken om deze te reduceren, en/of de piek in het spectrum bij de precieze frequentie van de draaggolf gedeeltelijk (TV) of helemaal  (SSB en DSB) te onderdrukken. Dit vermindert het zendvermogen en/of de bandbreedte voor het kanaal.
Naast de bekende toepassingen als radio, televisie en mobiele telefoon zijn er nog talloze vormen van communicatie die van een dergelijke techniek gebruikmaken, waaronder infrarood afstandsbedieningen.
Meestal wordt de frequentie van de draaggolf gebruikt om de juiste zender te selecteren uit de vele elektromagnetische signalen die in de lucht (ether) aanwezig zijn. Bij SSB en DSB wordt deze in de ontvanger opgewekt.
De ontvanger wordt afgestemd op de frequentie van de draaggolf en door middel van een voor demodulatie geschikte detector wordt dan het gemoduleerde signaal weer teruggewonnen uit het binnenkomende signaal van antenne of andere sensor.